# Gervase Markham
Pour les articles homonymes, voir Markham (homonymie).
Gervase (ou Jervis) Markham (vers 1568 - 3 février 1637) est un poète et écrivain anglais, connu pour son travail The English Huswife, Containing the Inward and Outward Virtues Which Ought to Be in a Complete Woman, publié pour la première fois à Londres en 1623. Il est aussi l'auteur de traités d'équitation.

## Biographie

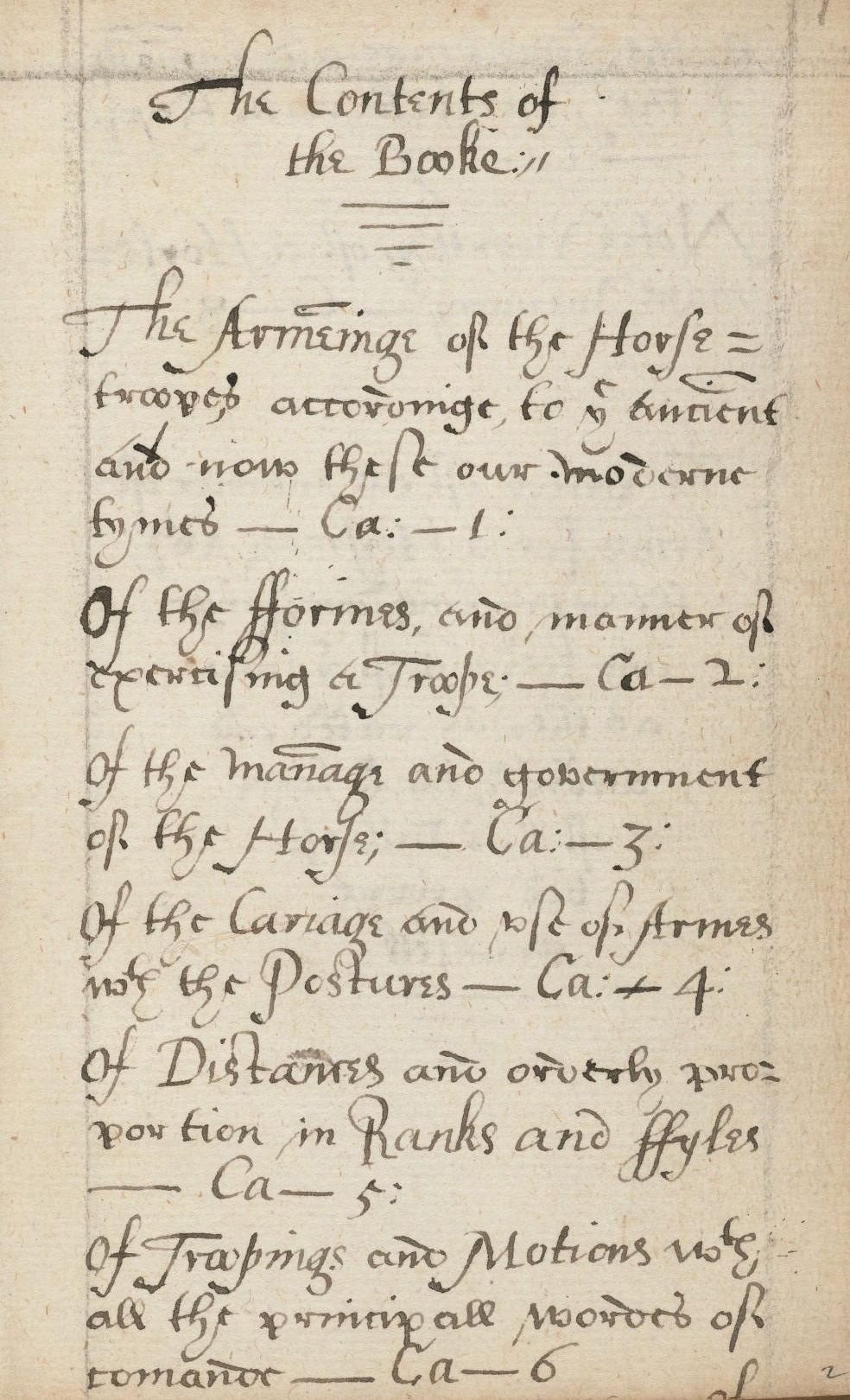
Manuscrit du The cavallarie, or knowledge belonging to a captaine of horse, 1626

Markham, fils benjamin de Sir Robert Markham de Cotham (Nottinghamshire), est d'abord mercenaire lors de la campagne des Flandres, puis capitaine dans le régiment de Robert Devereux, 2e comte d'Essex, en Irlande. Outre la maîtrise du latin et de plusieurs langues vivantes, il jouit d'une connaissance approfondie des bois et de l’agriculture. C'est enfin un connaisseur en matière de chevaux, et l'on dit qu'il est le premier à faire venir des pur-sang arabes en Angleterre.
Auteur de traités d'équitation, il publie en 1593 à Londres chez I. C. for Richard Smith, A Discourse of Horsemanshippe, puis en 1607, toujours à Londres, chez Edward White, Cavelarice, Or The English Horseman: contayning all the Arte of Horsemanship.
Les détails de sa vie sont très mal connus. La bagarre meurtrière entre un certain « Gervase Markham » et Sir John Holles relatée dans la Biographia Britannica (1747–1766) peut faire référence au présent personnage, mais l'un de ses descendants, Clements R. Markham, signale dans le Dictionary of National Biography qu'il y a dans l'église de Laneham l'épitaphe d'un contemporain du même nom ; or Gervase Markham a été inhumé le 3 février 1637 dans l'église St Giles's de Cripplegate, à Londres.